# Kuchnia angielska

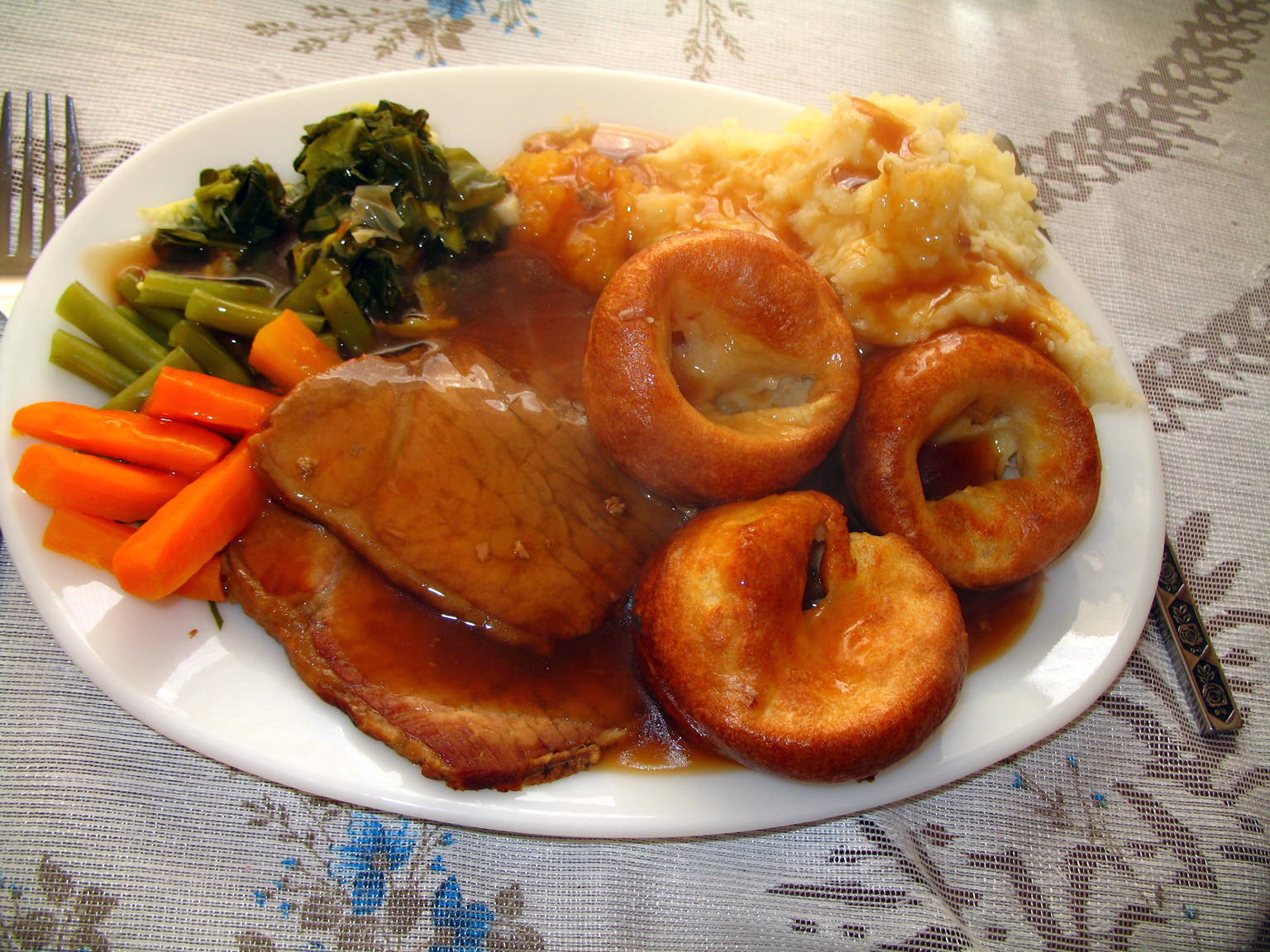
Sunday roast – tradycyjna pieczeń, jedno z podstawowych dań kuchni angielskiej

Kuchnia angielska – sztuka kulinarna wywodząca się z Anglii, stanowiąca część obszerniejszej kuchni brytyjskiej. Do najbardziej tradycyjnych potraw tej kuchni zalicza się pieczone mięso (szczególnie wołowinę lub jagnięcinę), stanowiące podstawę tzw. Sunday roast, szeroka gama puddingów oraz placków (pies). Innymi charakterystycznymi daniami są ryba z frytkami (fish and chips) oraz śniadanie angielskie (full English breakfast).
Poza granicami Anglii kuchnia angielska często cieszy się reputacją pozbawionej wyrazistego smaku czy kojarzona jest z potrawami słabej jakości, na co istotny wpływ miał okres obu wojen światowych, gdy nastąpiło gwałtowne pogorszenie jakości dostępnych składników oraz racjonowanie żywności. Współcześnie daje się zaobserwować tendencję odwrotną, m.in. za sprawą brytyjskich restauracji, cieszących się uznaniem wielu smakoszy.

## Wybrane potrawy

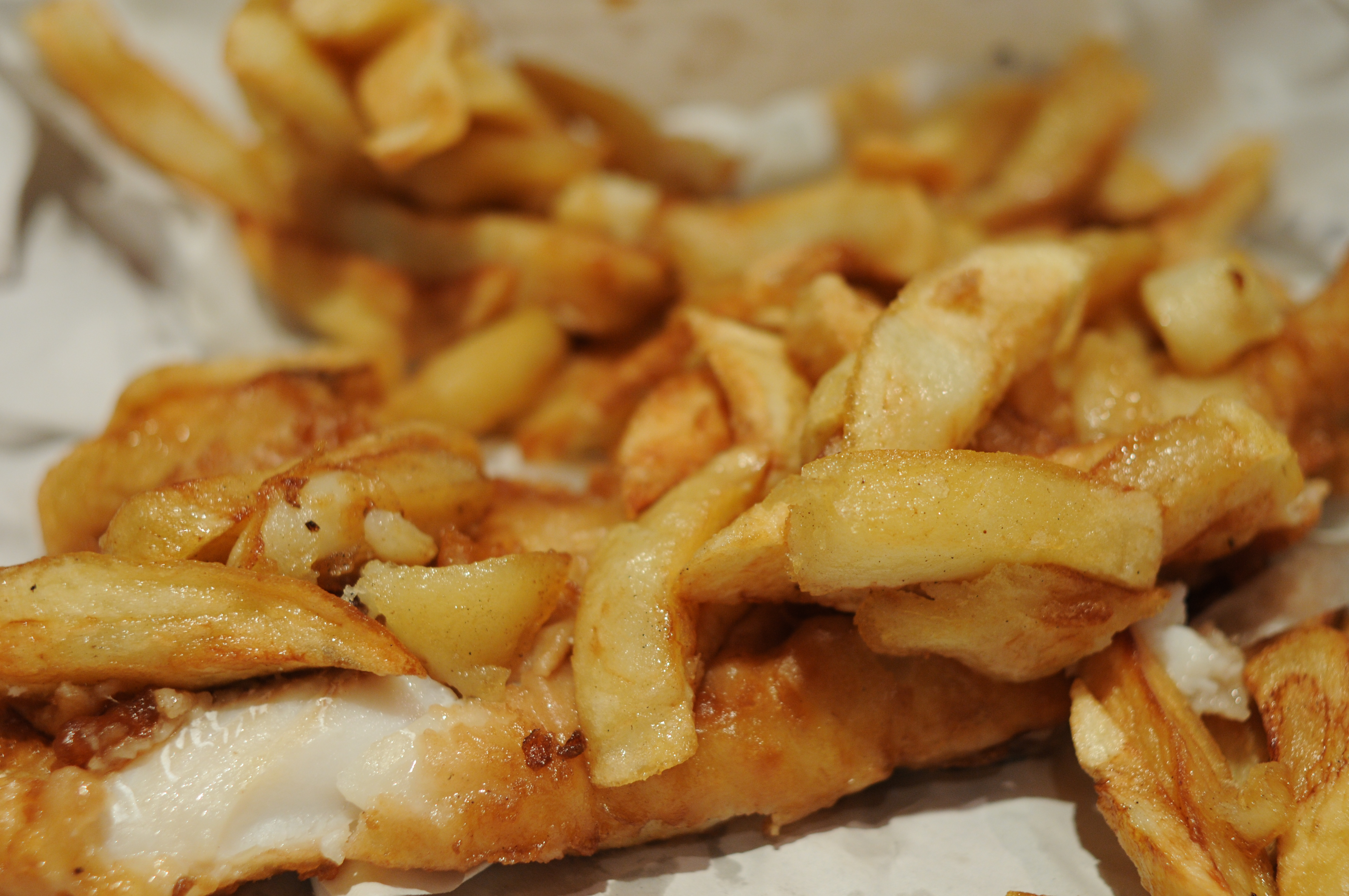
Fish and chips

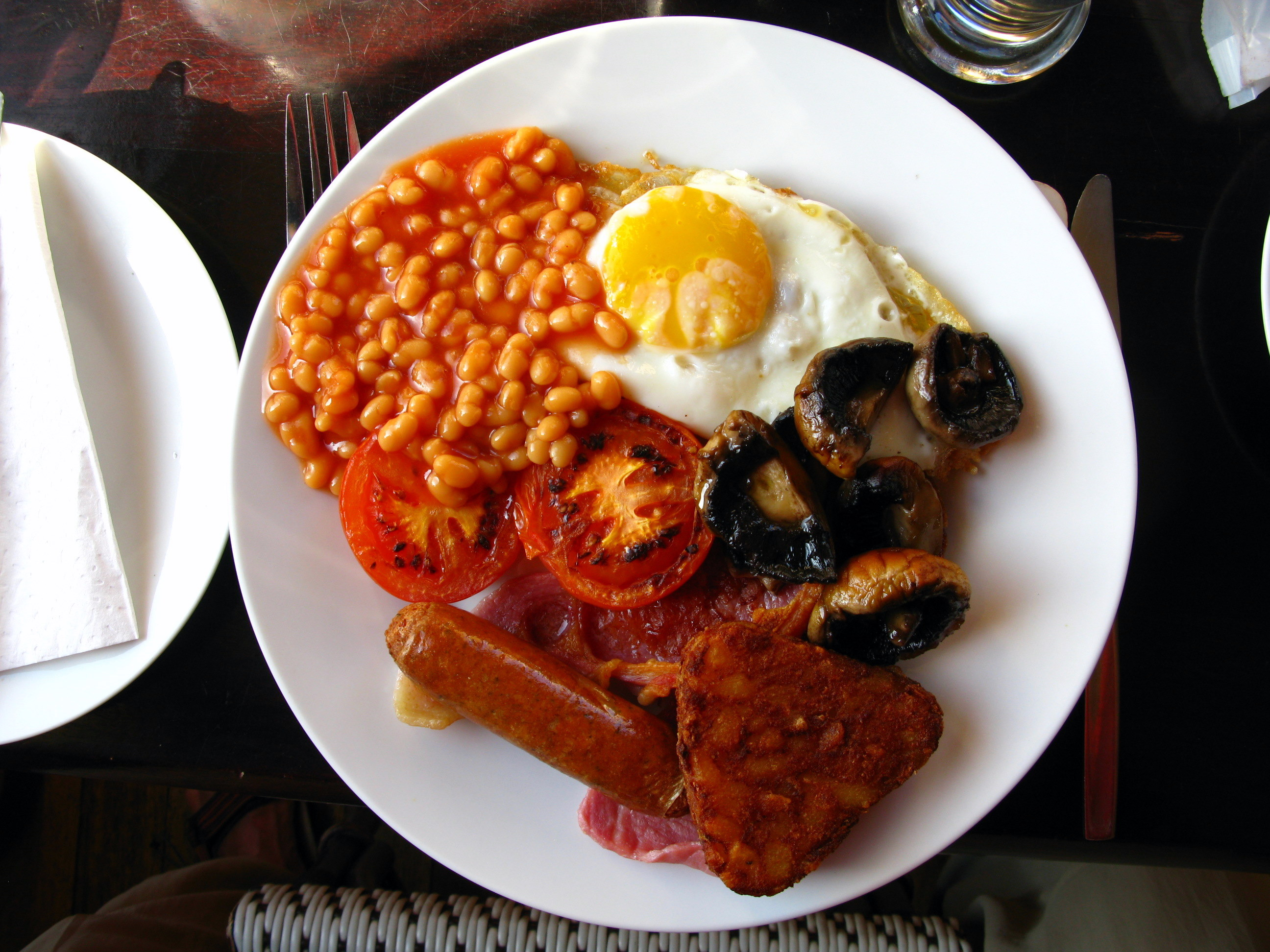
Full English breakfast

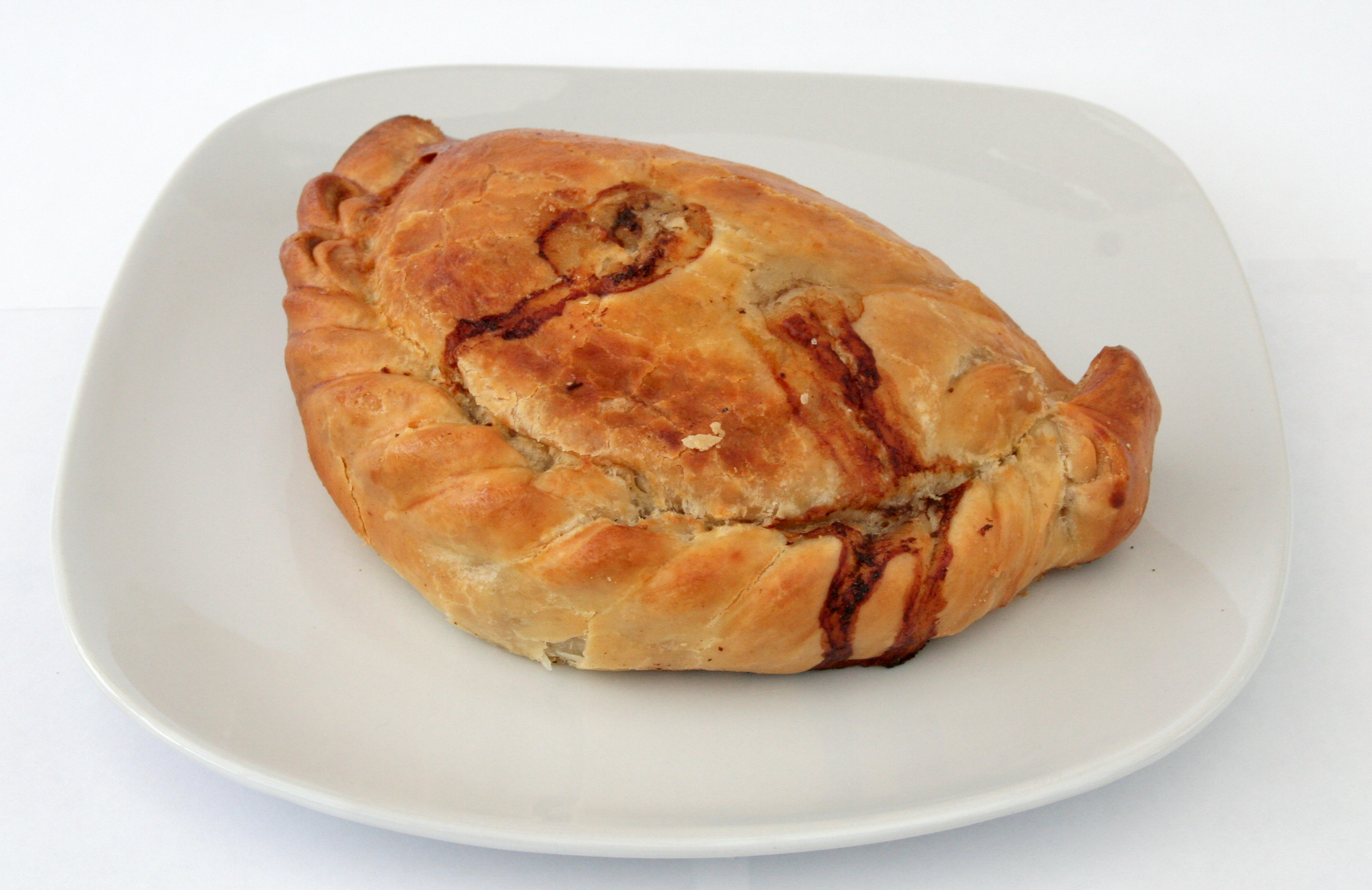
Cornish pasty

- Apple pie – zapiekany placek jabłkowy
- Bangers and mash – pieczone kiełbaski z porcją tłuczonych ziemniaków
- Beef Wellington – polędwica wołowa z dodatkiem grzybów i pasztetu zapiekana w cieście francuskim
- Black pudding – kiszka z krwią i podrobami wieprzowymi
- Bread and butter pudding – deser z zapiekanego chleba z masłem z dodatkiem rodzynek i przypraw (głównie gałki muszkatołowej)
- Bubble and squeak – podsmażona mieszanka krojonych warzyw i tłuczonych ziemniaków, często resztek z potrawy Sunday roast
- Cauliflower cheese – kawałki gotowanego kalafiora w sosie serowym
- Christmas pudding – tradycyjne ciasto bożonarodzeniowe z dodatkiem owoców, bakalii i przypraw korzennych
- Cornish pasty – zapiekany pieróg nadziewany wołowiną, ziemniakami, cebulą i brukwią
- Cottage pie – placek składający się z wołowiny z dodatkami zapiekanej pod warstwą tłuczonych ziemniaków
- Crumble – zapiekany placek z owocami (np. jabłkami lub rabarbarem) pod kruchą warstwą ciasta
- Cumberland sausage – kiełbasa z mięsa wieprzowego
- Faggot – potrawa z pieczonych podrobów wieprzowych, podawana z dodatkiem tłuczonych ziemniaków i groszku
- Fish and chips – smażona ryba (zwykle dorsz lub łupacz) z porcją frytek, często podawane na wynos
- Flapjack – baton przygotowywany z płatków owsianych, masła, cukru i syropu cukrowego (golden syrup)
- Full English breakfast – tradycyjne śniadanie angielskie, w którego skład najczęściej wchodzą smażony bekon, jajko sadzone lub jajecznica, kiełbaski, fasolka oraz tosty
- Game pie – zapiekany placek z dziczyzny
- Hash brown – placki/krokiety ziemniaczane
- Jellied eels – węgorze w galarecie
- Lancashire hotpot – potrawka z jagnięciny, cebuli i krojonych ziemniaków
- Lincolnshire sausage – kiełbasa z mięsa wieprzowego
- Pie and mash – zapiekany placek nadziewany mięsem wołowym z dodatkiem tłuczonych ziemniaków
- Pork pie – mięso wieprzowe zapiekane w cieście
- Shepherd's pie – placek składający się z jagnięciny z dodatkami zapiekanej pod warstwą tłuczonych ziemniaków
- Sponge cake – ciasto biszkoptowe
- Spotted dick – deser z gotowanego na parze ciasta z mąki i łoju z dodatkiem suszonych owoców
- Steak and kidney pie – zapiekany placek nadziewany wołowiną i nerkami
- Sunday roast – tradycyjne danie obiadowe, składające się z porcji pieczonego mięsa (najczęściej wołowiny, baraniny, jagnięciny, wieprzowiny lub kurczaka) podanej z sosem pieczeniowym, pieczonymi ziemniakami, gotowanymi warzywami, często z dodatkiem Yorkshire pudding oraz sosu (np. miętowego lub jabłkowego)
- Toad in the hole – kiełbaski zapiekane w cieście
- Trifle – deser w postaci przełożonych warstwami ciasta biszkoptowego, galaretki, sosu custard i owoców
- Yorkshire pudding – pieczona potrawa z ciasta z mleka, mąki i jajek, często podawana jako dodatek do Sunday roast